# شعب حاجر (بعدان)

تعديل مصدري - تعديل

شعب حاجر محلة تابعة لقرية الصلولة، التابعة لعزلة دلال بمديرية بعدان إحدى مديريات محافظة إب في الجمهورية اليمنية، بلغ تعداد سكانها 29 حسب تعداد اليمن لعام 2004.